# Probleme nerezolvate în fizică
Această listă cuprinde câteva dintre problemele nerezolvate în fizică. Unele dintre acestea sunt probleme teoretice, însemnând că teoriile existente sunt incapabile să explice fenomenele observate sau rezultatele experimentale. Altele sunt experimentale, în sensul că încă nu s-a conceput sau realizat un experiment care să dovedească o teorie propusă.

## Fenomene lipsite de o explicație științifică riguroasă

### Cosmologieși Fizica energiilor înalte
- Universul accelerat și Constanta cosmologică;
- Asimetria barionică: De ce există mai multă materie decât antimaterie în Universul vizibil?
- Materia întunecată: Ce este materia întunecată? Are ea vreo legătură cu supersimetria?
- Ruperea de simetrie electroslabă
- Entropia (săgeata timpului): De ce entropia Universului a fost mai mică în trecut, ducând la o distincție între trecut și viitor?
- Masa neutrinului: Care este mecanismul responsabil pentru generarea masei neutrinului? Este neutrinul o antiparticulă?
- Spinul nucleonilor
- Cromodinamica cuantică în regim neperturbat

### Astronomie
- Jeturile discurilor de acreție: Care e cauza emisiei unor jeturi relativiste de-a lungul axei polare a obiectelor astronomice masive care posedă în jurul lor discuri de acreție?
- Problema temperaturii coroanei solare: De ce este mai fierbinte coroana solară decât suprafața Soarelui?
- Anomalii observaționale:
  - Anomalia sondei spațiale Pioneer: Ce cauzează aparenta accelerație reziduală a sondei Pioneer?
  - Anomalia zborului razant: De ce energia calculată a sateliților care zboară în preajma Pământului diferă de cea observată?
  - Problema rotației galaxiilor: Este materia întunecată responsabilă pentru diferența dintre viteza teoretică a stelelor care se rotesc în apropierea centrului galactic și viteza observată, sau ar putea fi și altceva?
- Vid fals - Universul nostru există în starea sa cea mai scăzută de energie? Dacă nu, oricând poate avea loc dezintegrarea vidului prin efectul tunel la un vid „adevărat”, care există la o minimă globală de energie și este stabil

### Fizica materiei condensate
- Solidele amorfe: Care este natura tranziției dintre starea fluidă sau solidă și cea sticloasă? Care sunt procesele fizice aflate la originea proprietăților generale ale substanțelor sticloase?
- Supraconductori la temperatură înaltă: Ce mecanism atomic este responsabil pentru trecerea unor materiale în stare de supraconductor la temperaturi mai mari decât 50 kelvini?
- Sonoluminiscența: Ce cauzează emisia unor scurte licăriri de lumină în bulele de lichid care implodează când sunt excitate cu ultrasunete?
- Turbulența: Este posibil să se realizeze un model teoretic care să descrie în amănunt curgerea turbulentă?

## Probleme teoretice
În continuare sunt listate unele probleme teoretice fundamentale sau idei teoretice lipsite de dovezi experimentale concludente. Parțial ele sunt în strânsă legătură unele cu altele. Se crede că multe dintre ele și-ar putea găsi răspunsul într-o teorie mai generală, precum ar fi teoria Gravitației cuantice.

### Gravitația cuantică șiCosmologia
- Gravitația cuantică: Cum s-ar putea realiza o fuziune consistentă între teoria relativității și mecanica cuantică, materializată într-o teorie cuantică a câmpurilor? Este teoria coardelor (sau una din variantele ei, Teoria M) aproape de o asemenea fuziune? Mai riguros, câtă informație experimentală am putea extrage pentru fizica de la scala Planck?
- Găuri negre, informație, radiație și structură: Pot produce găurile negre radiație termică, în conformitate cu deducțiile teoretice? Ar putea această radiație să ne furnizeze informații privind structura găurilor negre, așa cum sugerează teoria coardelor (stringurilor), sau nu, după cum ar rezulta din calculele inițiale ale lui Hawking? Dacă nu, iar dacă găurile negre se pot „evapora”, atunci ce se întâmplă cu informația înmagazinată în ele? (Mecanica cuantică nu permite ca informația să fie distrusă.) Sau ar fi oare posibil ca radiația să se oprească la un moment dat, lăsând în urma ei resturi din gaura neagră? Există vreo metodă de a stabili cumva structura internă a acestor resturi?
- Dimensiuni suplimentare: are Natura mai multe dimensiuni decât cele patru spațio-temporale? Dacă da, care este numărul lor? Este acest număr o proprietate independentă a Universului, sau rezultă din alte legi ale fizicii? Putem stabili pe cale experimentală numărul dimensiunilor?
- Inflația cosmică: este Teoria inflației cosmice corectă, iar dacă da, care sunt detaliile acestei faze de imediat după Big Bang?
- Universuri paralele: Există vreun argument al fizicii teoretice în favoarea existenței în paralel a altor universuri, cu legi fizice implicând alte consecințe pentru inflația cosmică? Este justificată utilizarea principiului antropic pentru rezolvarea dilemelor cosmologice globale?

### Fizica energiilor înalte
- Mecanismul Higgs: Există particula/bosonul Higgs? Ce se întâmplă dacă nu există?
- Problema ierarhiei: De ce este tocmai gravitația cea mai slabă forță? De ce diferă ea atât de mult de celelalte forțe?
- Insula de stabilitate: Cât de mare poate fi un atom stabil?
- Monopolul magnetic: Există cumva un purtător al „sarcinii magnetice”?
- Dezintegrarea protonului și Teoria Marii Unificări: Cum pot fi unificate cele trei interacțiuni nucleare fundamentale ale teoriei cuantice a câmpurilor? Oare protonul este absolut stabil? Dacă nu, care este timpul său de înjumătățire?
- Supersimetria: Există supersimetria spațiului-timp în realitate? Dacă da, care este mecanismul ruperii de simetrie?

### Alte probleme
- Fenomene emergente: Cunoaștem suficient despre particule astfel încât să putem explica toate fenomenele fizicii, sau există vreun fenomen care nu poate fi prezis de nicio teorie actuală despre particulele elementare?
- Mecanica cuantică la limita principiului de corespondență: Există vreo interpretare a mecanicii cuantice superioară celorlalte? Cum ar putea descrierea cuantică a realității, care include elemente precum superpoziția stărilor sau colapsul funcției de undă, să ne furnizeze o explicație concretă a realității macroscopice?
- Informația fizică: Există fenomene fizice, precum găurile negre sau colapsul funcției de undă, care distrug complet informația despre stările lor inițiale?
- Teoria completă: Există vreo teorie care să explice valorile tuturor constantelor fizice fundamentale? Depind aceste constante fizice fundamentale de timp? Există vreo teorie care să explice de ce grupurile de etalonare ale Modelului Standard sunt tocmai cele care sunt și nu altele, să explice de asemenea de ce observăm 3+1 dimensiuni ale spațiului-timp și de ce toate legile fizicii sunt tocmai cele care sunt? Teoria stringurilor și principiul antropic sunt corecte? Există vreo consecință a lor ce poate fi testată?